# Ravenea musicalis
Ravenea musicalis är en enhjärtbladig växtart som beskrevs av Henk Jaap Beentje. Ravenea musicalis ingår i släktet Ravenea och familjen Arecaceae. IUCN kategoriserar arten globalt som akut hotad. Inga underarter finns listade i Catalogue of Life.